# 格林嶺
格林嶺（英語：Greene Ridge）是南極洲的山嶺，位於奧次地，從馬丁穹延伸至阿戈西冰川南側，屬於米勒嶺的一部分，長9公里，以美國研究隊的科學家命名，現時由南極條約體系管理。

## 外部連結
. . United States Geological Survey.   [2012-05-07].
83°12′S 157°10′E / 83.200°S 157.167°E